# 多田憲之
多田 憲之（ただ のりゆき、1949年（昭和24年）9月6日 - ） は、日本の実業家。東映代表取締役会長。ティ・ジョイ代表取締役社長。

## 来歴・人物
北海道虻田町（現・洞爺湖町）出身。北海道伊達高等学校を経て中央大学法学部を卒業後、東映に入社。
就職活動の際、既に精密機械関係の会社から内定を得ていたが、まだ決まっていなかった友人と大学の就職部を訪れると目立つカラーの募集が掲示してあった。それが東映であった。東映の任侠映画など、かねてから映画は大好きで、合格すれば藤純子や高倉健に会えるかも知れないと思い、東映の入社試験を受けた。
家庭の事情もあり、新人研修後の配属先は出身地である北海道を希望していたところ、望み通り北海道支社に配属された。以来28年間北海道勤務で支社長も務めるが、2000年（平成12年）6月に社長に就任した岡田裕介から東京に来いと呼ばれて、岡田の部下として映画宣伝部長や総務部部長を務め、岡田を支えた。
2010年（平成22年）6月、取締役に選任され、2013年6月常務に昇進し、翌年4月、岡田の後任として第5代社長に就任した。2020年6月、取締役相談役に退く。
2021年（令和3年）6月、多田の後任として社長に就いた手塚治が加療をしながら執務を続けることになったため、経営をサポートするため代表取締役会長に就任した。しかし、2023年2月14日に手塚が死去したことを受け、社長、ティ・ジョイの社長をそれぞれ兼務することになり、4月1日付で吉村文雄が第8代社長に就任したため、会長に退いた。ティ・ジョイ社長は続投する。

## 沿革
- 1972年（昭和47年）4月 - 東映入社
- 1997年（平成 9年）6月 - 北海道支社長
- 2000年（平成12年）7月 - 映画宣伝部長
- 2008年（平成20年）1月 - 秘書部長
- 2008年（平成20年）6月 - 執行役員
- 2010年（平成22年）6月 - 取締役
- 2012年（平成24年）6月 - 総務部長兼監査部長
- 2013年（平成25年）6月 - 常務取締役、監査部長
- 2014年（平成26年）4月 - 代表取締役社長
- 2014年（平成26年）6月 - 代表取締役社長、映像部長、北海道テレビ放送取締役[10]
- 2020年（令和 2年）6月 - 取締役相談役
- 2021年（令和 3年）6月 - 代表取締役会長
- 2023年（令和 5年）2月 - 代表取締役会長兼社長[5] / ティ・ジョイ代表取締役社長[6]
- 2023年（令和 5年）4月 - 代表取締役会長

## その他の役職
東映グループ
- 東映ビデオ取締役[11]
- 東映アニメーション取締役[12]
- 東映ラボ・テック社外取締役[13]
- 東映エージエンシー取締役相談役[14]
- 東映シーエム取締役（非常勤）[15]
- 東映音楽出版取締役[16]
- テス・サービス取締役[17]

その他
- 北海道テレビ放送取締役（非常勤）[10]
- 東京メトロポリタンテレビジョン取締役[18]
- 東急レクリエーション社外取締役[19]